# Uadi Rum
Il Wadi Rum (in arabo وادي رم‎?, Wādī Rum), anche detto Valle della Luna (in arabo وادي القمر‎?, Wādī al-qamar), è una valle scavata nei millenni dallo scorrere di un fiume nel suolo sabbioso e di roccia granitica della Giordania meridionale, a 60 km circa a est di Aqaba. È il più vasto uadi della Giordania. Il nome Rum proviene o dalla radice aramaica che significa "alto" o "elevato" o più probabilmente dal nome della perduta città Iram delle Colonne. Per riprodurre la sua pronuncia dialettale locale, si usa anche la trascrizione Wadi Ramm. 
Il punto più elevato del Wadi Rum è il monte Jebel Rum (in arabo ﺟﺒﻞ ﺭﻡ‎?) alto 1754 metri, mentre poco più a sud del Wadi Rum, al confine con l'Arabia Saudita, vi è il monte Jebel Umm al-Dāmī (in arabo أم الدامي‎?), di circa 1830 m, il più alto monte della Giordania secondo la Shuttle Radar Topography Mission (SRTM). Nel 2011 è stato inserito tra i beni naturalistici protetti dall'UNESCO come patrimonio dell'umanità.

## Storia

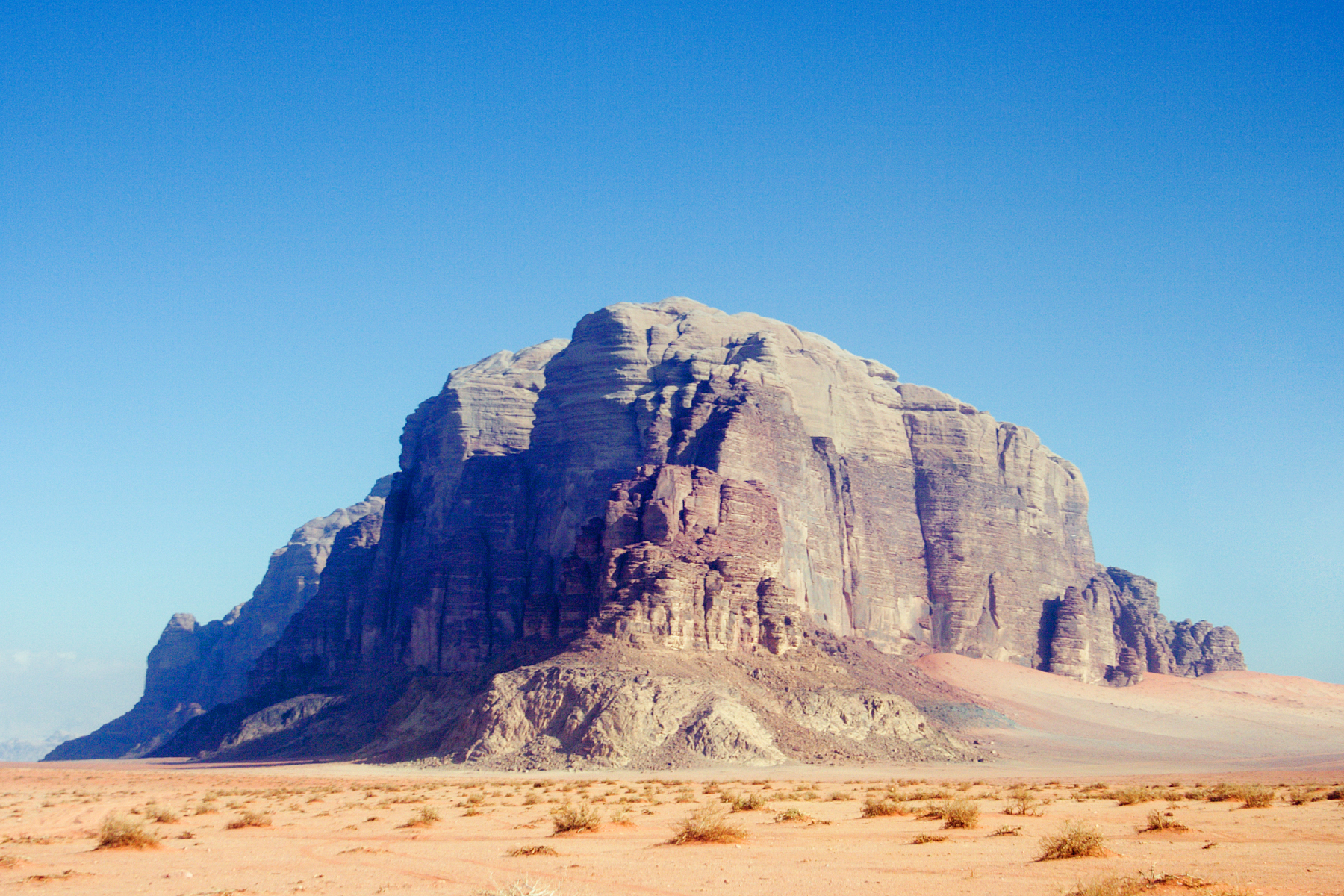
Il monte Rum nel Wadi Rum si erge per 1.734 m sul livello del mare. La montagna è citata nel libro I sette pilastri della saggezza del colonnello Thomas Edward Lawrence, meglio noto come Lawrence d'Arabia.

Il Wadi Rum ha ospitato insediamenti umani fin dai tempi preistorici (8000 a.C. circa) ed il luogo era noto come Iram. Circa 30.000 incisioni rupestri decorano le superfici di tenera arenaria delle pareti rocciose del Wadi Rum: si tratta di petroglifi realizzati prima dalle tribù di Thamudeni, provenienti dall'Arabia meridionale e poi dei nabatei che insediatisi nel Wadi Rum, nel IV secolo a.C., vissero pacificamente coi Thamudeni, adorando le stesse divinità, tra cui Dushara. Questi ultimi, oltre alle testimonianze sotto forma di pitture rupestri e graffiti, hanno lasciato anche alcuni templi.
Greci e romani ne avevano apprezzato i vigneti e gli oliveti, oggi scomparsi, e le pinete di cui rimane traccia sulle vette più alte. Alcuni studiosi islamici ritengono che qui si trovasse il famoso "Ad", descritto nel Corano.
In Occidente il Wadi Rum è diventato conosciuto soprattutto per merito dell'alto ufficiale britannico T. E. Lawrence, che fissò qui la sua base operativa durante la rivolta araba, nel 1917-18, anche dopo la conquista di Aqaba. Negli anni ottanta del XX secolo, una delle più imponenti formazioni rocciose del Wadi Rum fu per questo chiamata "i sette pilastri della saggezza", in memoria dell'opera letteraria di Lawrence, scritta nell'immediato primo dopoguerra. A tutto il 2007, numerosi gruppi tribali beduini arabi abitano il Wadi Rum e l'area circostante, tra cui i B. Zalabiyya e i B. Zuweyda.
L'area ha fatto anche da sfondo a numerosi film, come ad esempio Lawrence d'Arabia.

## Deserto, flora e fauna

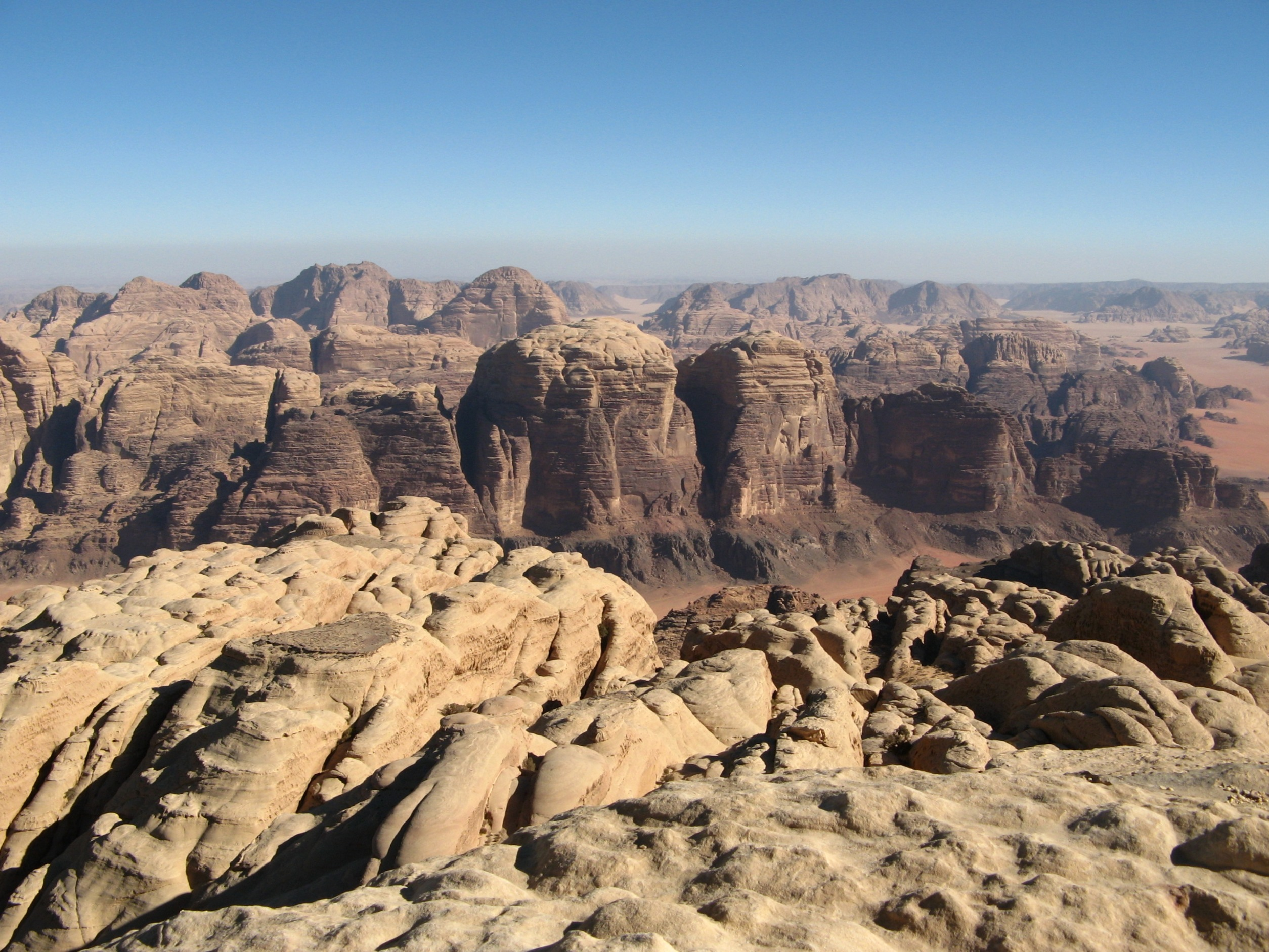
Veduta dall'alto del monte Rum

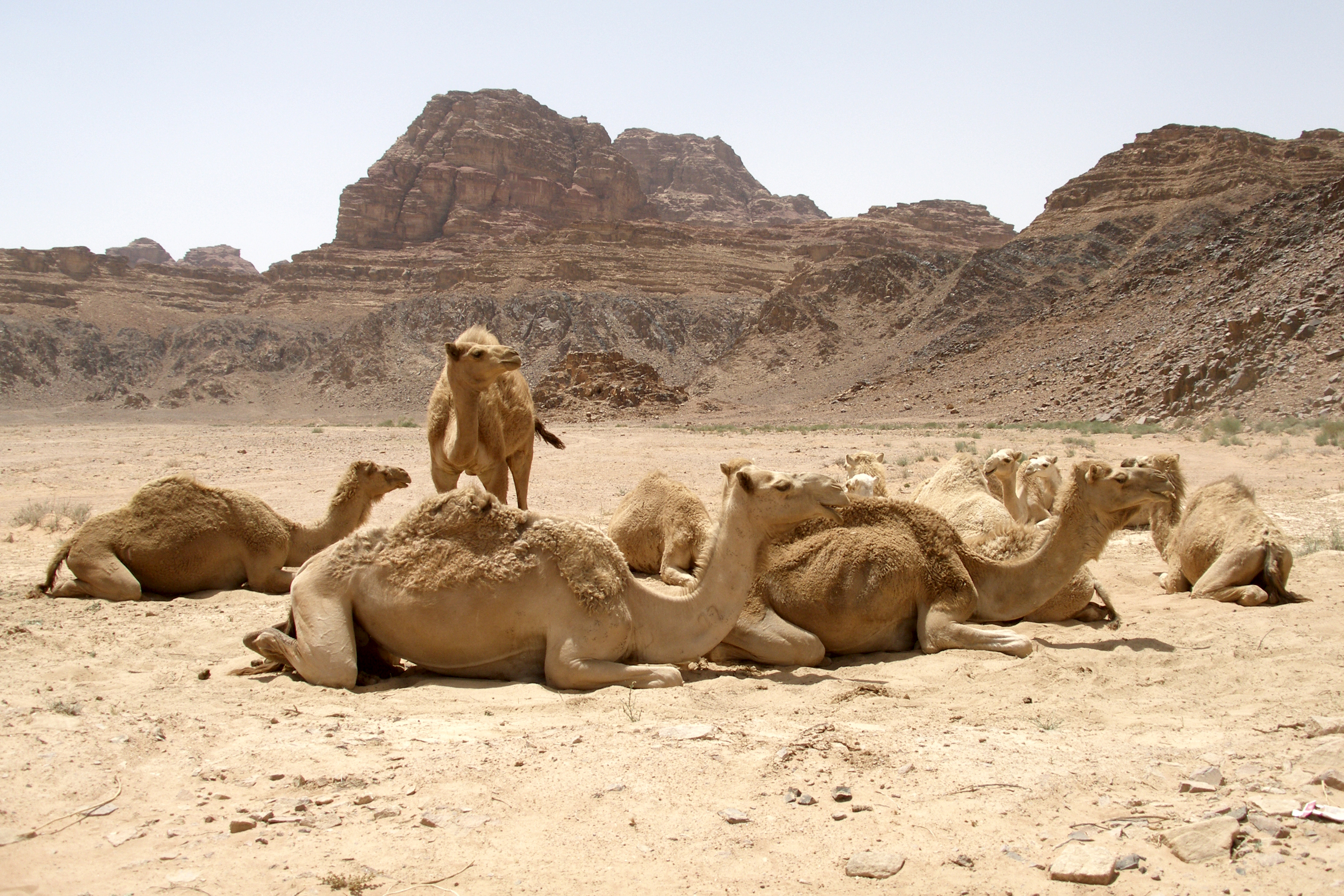
Dromedari al pascolo

Come descritto da Thomas Edward Lawrence, «vasto, echeggiante e simile ad una divinità» (Seven Pillars of Wisdom, libro VI, cap. LXXV), considerato da molti uno dei panorami più strabilianti al mondo, Wadi Rum è un paradiso per gli amanti della natura.
Considerata una delle attrazioni principali della Giordania, questa zona è formata da montagne sabbiose con colorazioni molto varie, che spaziano dal giallo al bianco, al rosso ed al marrone, intervallate da profondi canyon con formazioni geologiche. Il panorama è anche caratterizzato da delicati archi e ponti naturali, nonché da pietre modellate come funghi, intagliate e plasmate naturalmente da anni di vento ed erosione.
Wadi Rum possiede fauna e flora rare ed endemiche. Una grande enfasi è stata messa sulla fauna del Wadi dopo che una ricerca scoprì la presenza dello stambecco, del lupo grigio, della volpe di Blanford, della rara volpe rossa, oltre a quella del gatto delle sabbie. In questi ultimi anni è stato reintrodotta l'orice, un'antilope del deserto, che allo stato selvatico si era estinta nel 1972. Vi si possono trovare, inoltre, specie rare di piccole piante ed erbe come l'Anemone rosso, fiore nazionale della Giordania, che crescono in abbondanza sulla strada. Nelle regioni montuose si trovano piante usate da secoli dai nomadi come medicinali tradizionali e naturali.
Le molte tribù beduine che vivono a Wadi Rum hanno un ruolo che ha un forte impatto sulla sua bellezza. Anche se alcuni ora vivono in case in cemento, la maggioranza ancora veste nel suo abito tradizionale e tiene alle proprie tradizioni, conducendo uno stile di vita nomade in estate, allevando dromedari e capre da cui ottengono il latte, così come tessendo le lane di capra per confezionare capi da indossare durante l'estate.
Nel 1998 Wadi Rum fu dichiarata un'area protetta. Con l'appoggio della Banca Internazionale per la Ricostruzione e lo Sviluppo, della Royal Society for the Conservation of Nature, un'organizzazione non governativa nazionale, patrocinata dalla regina Noor di Giordania, è stato predisposto un piano di conservazione che metteva insieme gruppi di abitanti del luogo per occuparsi del mantenimento dell'area. Questi gruppi operano sotto l'Autorità Economica Speciale di Aqaba; si tratta di una iniziativa pionieristica al fine di ripristinare e salvaguardare i delicati habitat del deserto Wadi Rum dall'azione umana in costante aumento.

## Iscrizioni rupestri (petroglifi)

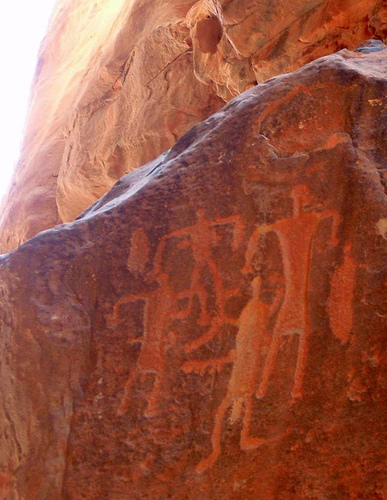
Raffigurazioni su rocce

Il Canyon Khazʿali del Wadi Rum è il sito in cui maggiormente sono presenti petroglifi raffiguranti esseri umani e antilopi che risalgono all'epoca dei Thamudeni. Comunque sia i petroglifi che i tumuli funebri punteggiano tutta l'area, significandone l'importanza come territorio di caccia e di ritrovo nei millenni passati. A partire dagli anni settanta, sono stati studiati da una équipe italiana (coadiuvata anche dall'Università di Firenze) diretta da Edoardo Borzatti, con il sostegno di autorità e personalità giordane.